# ナツメヤシ属
ナツメヤシ属（ナツメヤシぞく、Phoenix L.）はヤシ科の植物の1属。羽状複葉の葉をつけ、小葉はV字に二つ折れになっていて先は尖っている。またその小葉のうちで基部のものは鋭い棘になっている。外見的にはややソテツに似た姿のヤシである。食用や観賞用に重要でよく栽培されるものを含む。

## 特徴

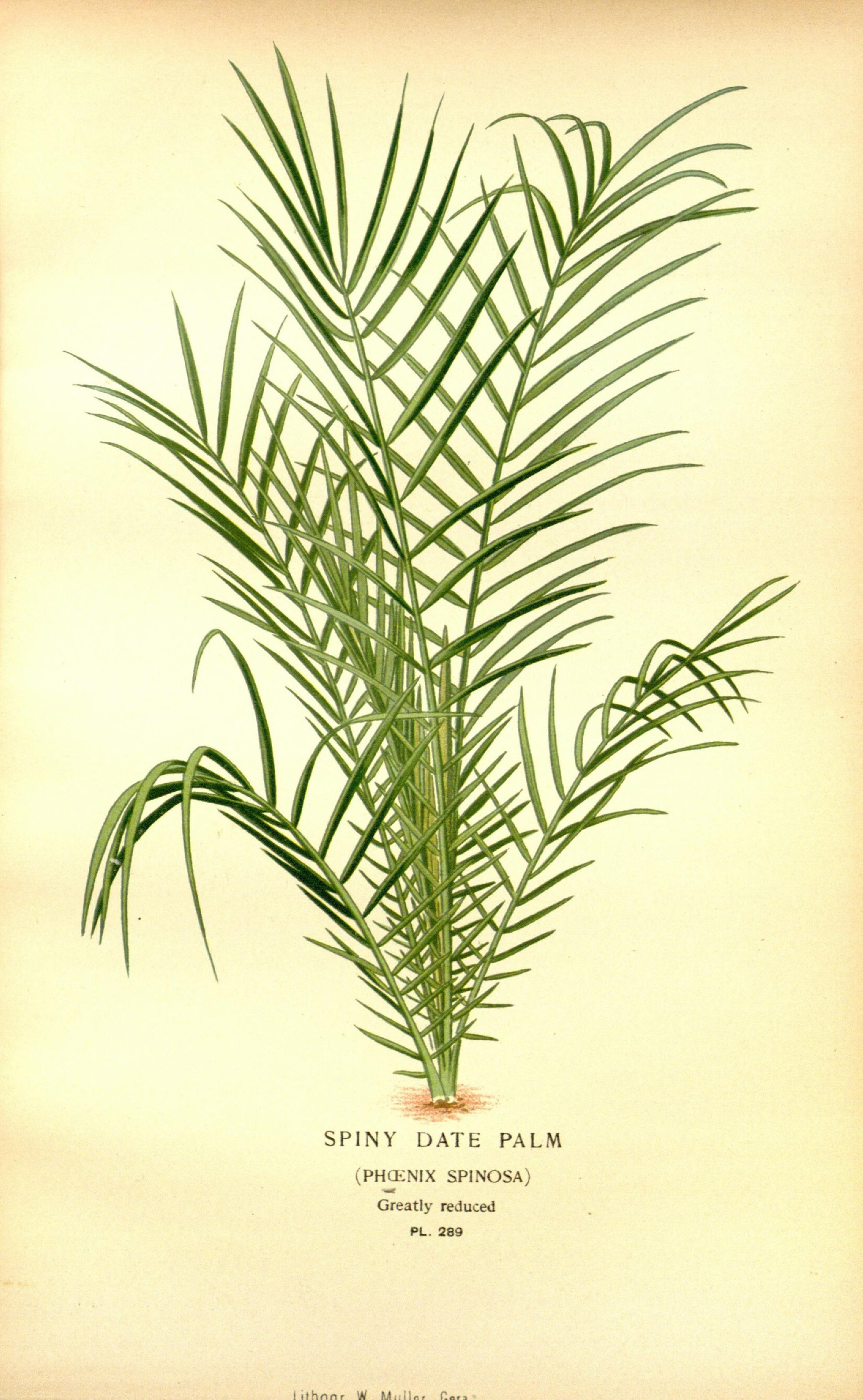
葉の形・図版
カブダチソテツジュロ

ほぼ直立する茎は枝分かれをしないが、根元で芽を出して株立ちになるものもある。大きいものは例えばナツメヤシは高さ25-30m、幹の直径が50-80cmにもなるが、ヒメナツメヤシモドキでは普通は高さ30cm、大きくても1mを超える程度である。葉柄は比較的短くて、光沢のある緑色をしている。葉が枯れると葉柄基部は繊維網と共に茎に残り、その後に次第に脱落して幹表面にその跡が波状紋や突起として残る例が多い。葉身は単羽状複葉で、小葉は個々に分かれて出る。また小葉のうちで基部に近いものは変形して硬く鋭い針状になる。小葉は中央で二つ折りになっており、断面はV字型をしている。また小葉の幅は狭く、先端はとがっている。

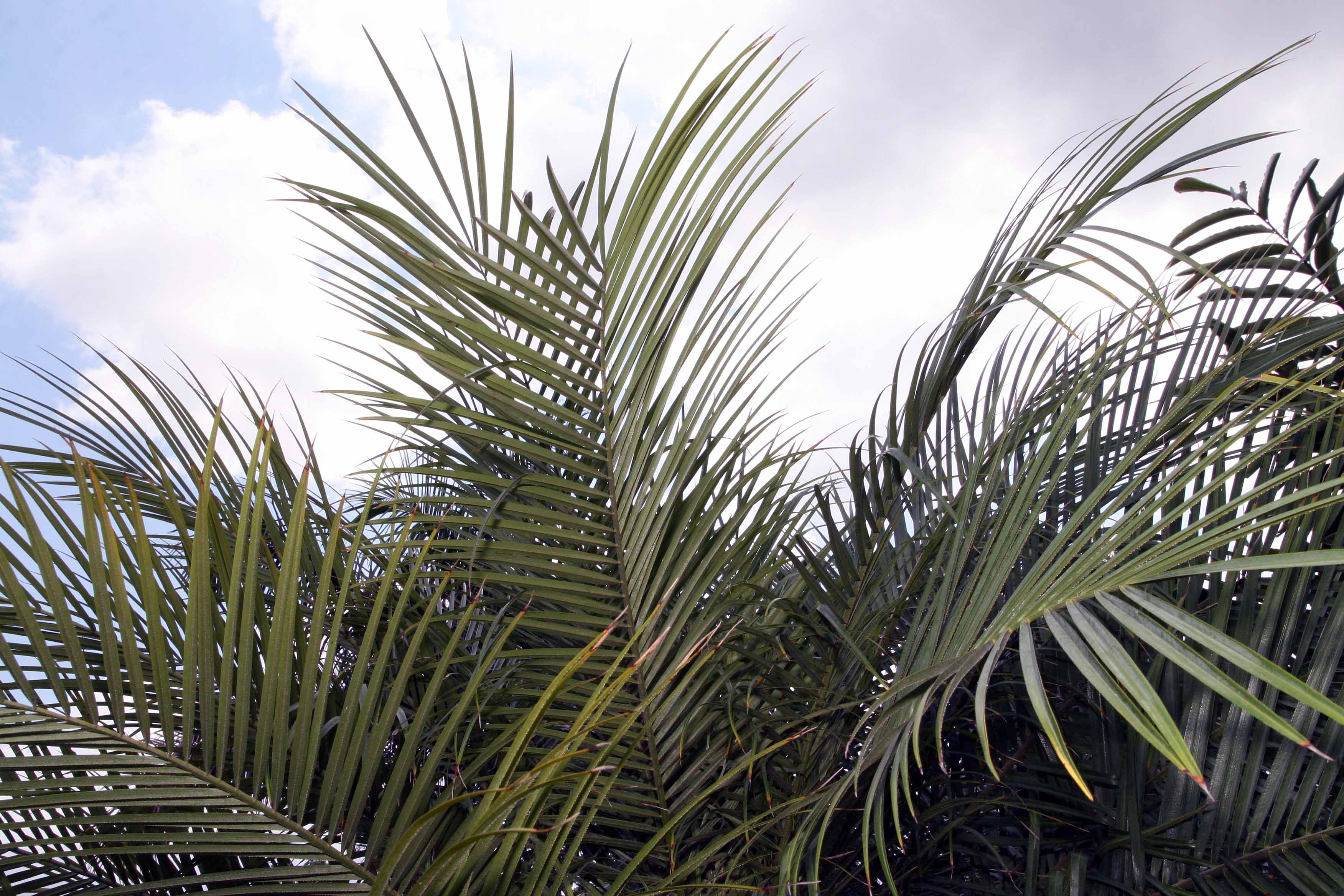
葉先部分 シンノウヤシ、以下も同じ
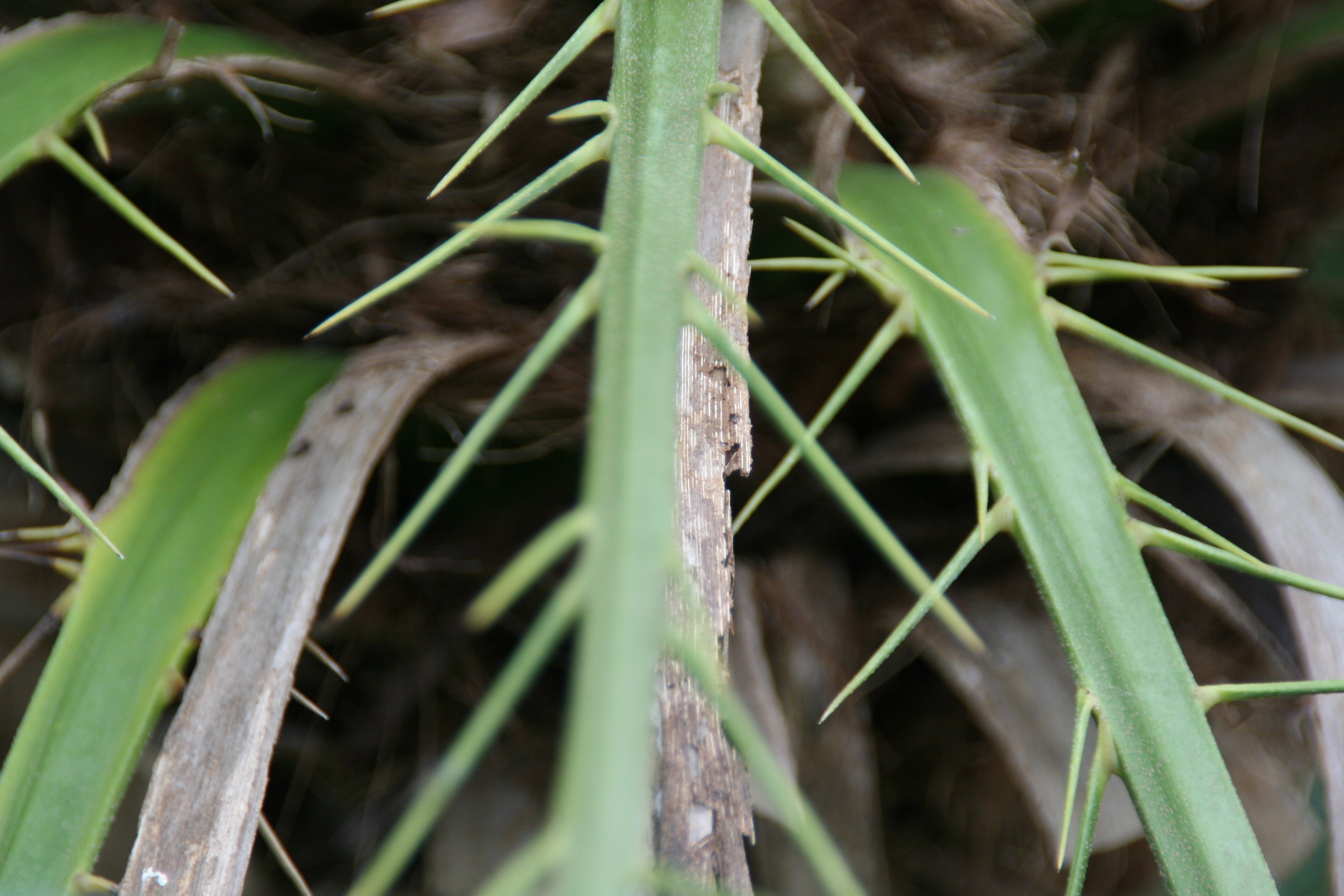
基部の小葉が変化した針 それ以下の葉柄は短い
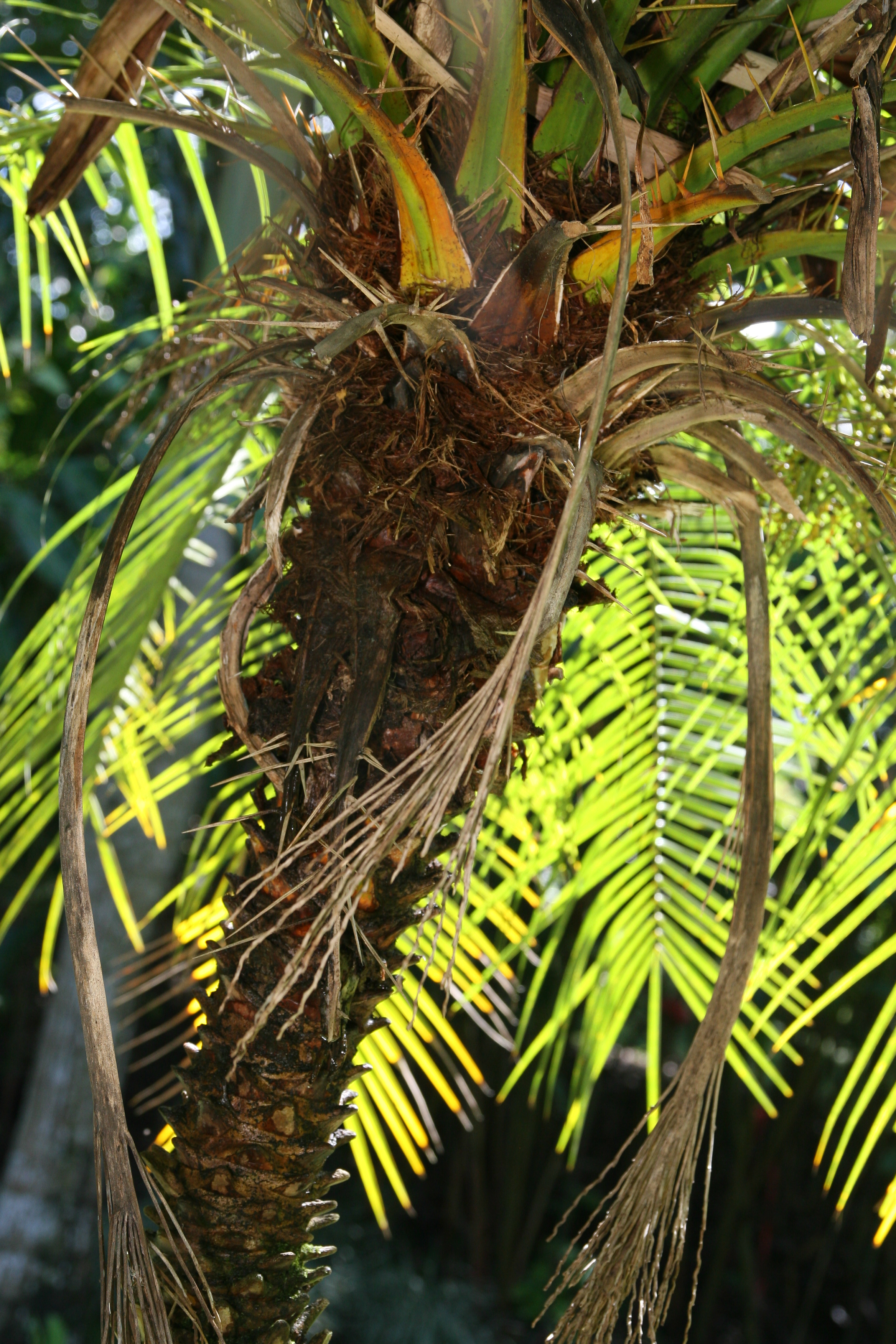
枯れた葉の葉柄部が幹を包んでいる
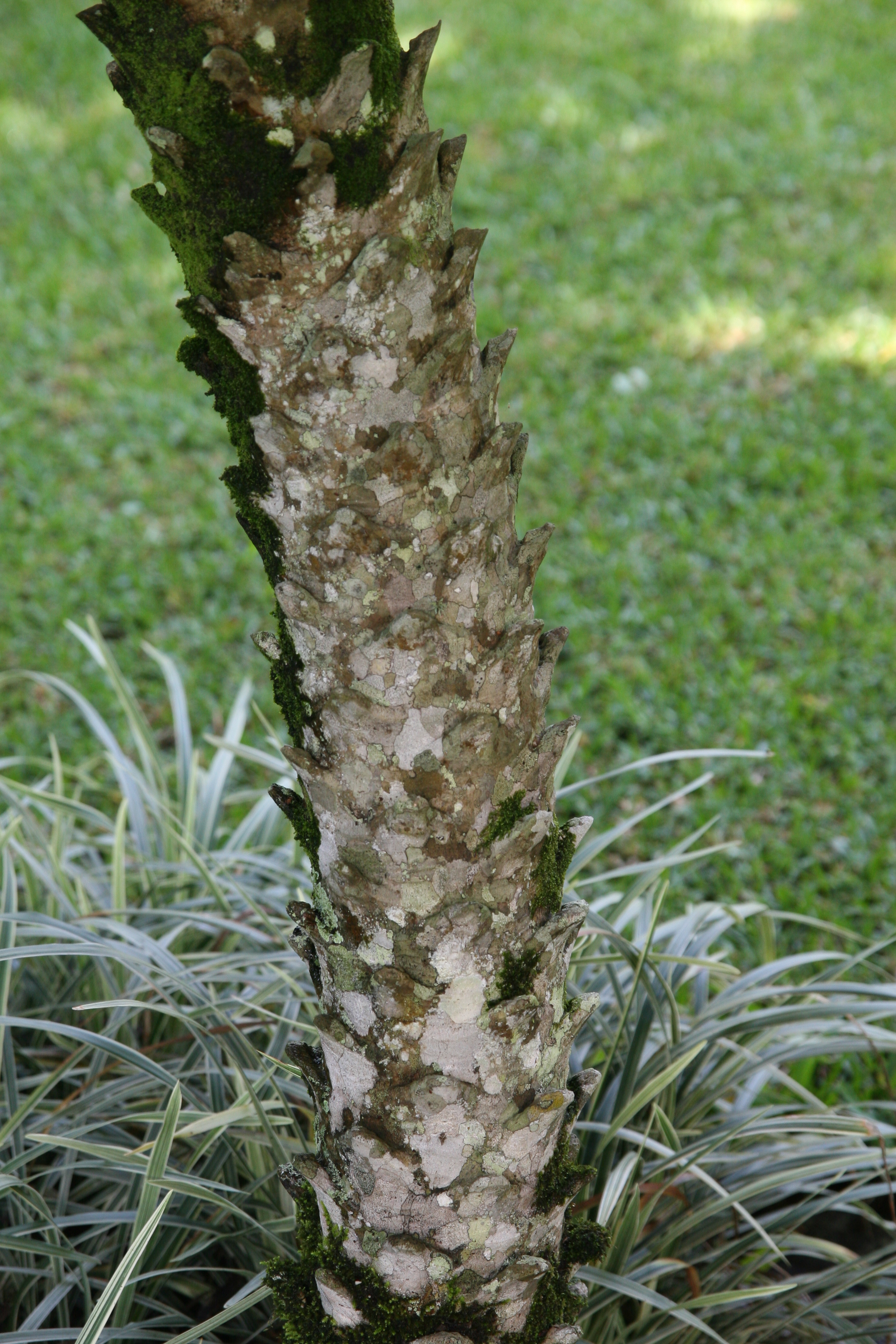
更に下では突起のみが残る。

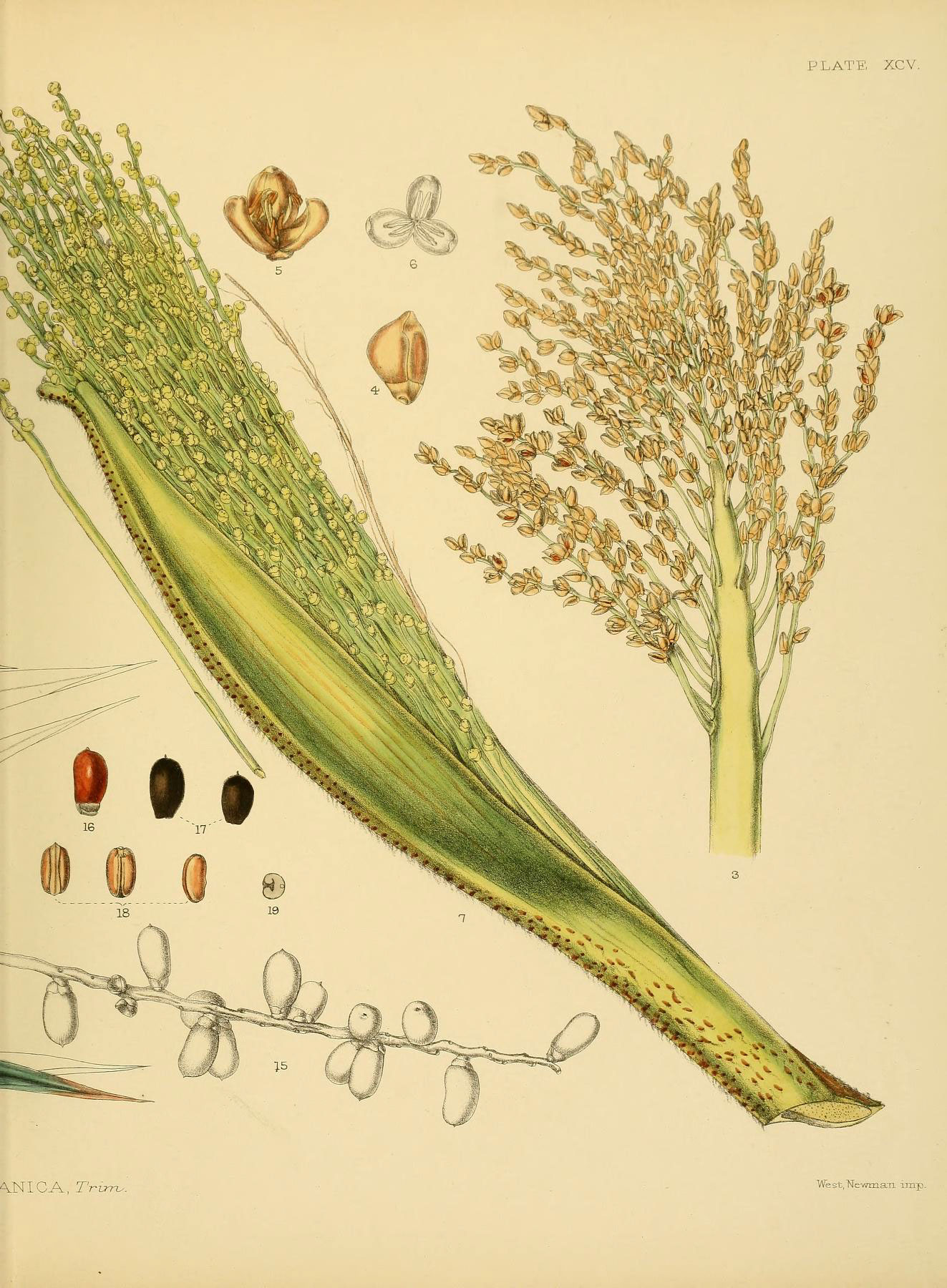
花序の図版
ヒメナツメヤシモドキ

雌雄異株で、雄花と雌花は別の株に付く。肉穂花序は葉の間から出る。花柄に付く苞は基部の1個のみが大きく発達して目立ち、へら型で先端が尖っているが、これは早期に脱落する。花序の枝はすべてが直接に軸に付いているようになっていて、全体ではホウキ状をなす。より詳細には花茎は無毛で木質化し、所々に花梗が数本から10本ほど横列をなして出ており、そこから真っ直ぐに伸びるが細かい波を描く形の分枝が多数出る。花は黄色っぽい色をしており、個々に離れてらせん状に配列する。雄花では萼片がカップ状に融合しており、通常6個の雄しべを含む。雄しべの柄はごく短く、時に消失して雄しべそのものの長さの大半は葯であり、花弁の内側の多肉質の環状の膜上に配置する。雌花では萼片は雄花同様だが花弁は瓦重ねに配置している。花弁は丸く雌しべを包み、その先端から柱頭だけがのぞき、また葯がなく、鱗片状に退化した雄しべが6本ある種が多い。心皮は3個で離生、つまり互いに完全に癒合せず、個々に区別が付く。ただしこのうち成熟するのは1個のみである。果実は1つのみ生じ、楕円形で多肉質で橙色から紫褐色に熟し、内部に種子を1個だけ含む。種子はコムギのように片面に縦溝があり、その部分では種皮が深く食い込んでいる。胚乳は均質で、胚は溝のある側の反対側の、ほぼ中央に位置する。なお、受精すると花序が伸び出し、成熟時には長い軸の先に果実がある状態になり、これは鳥が近づきやすい形となる。

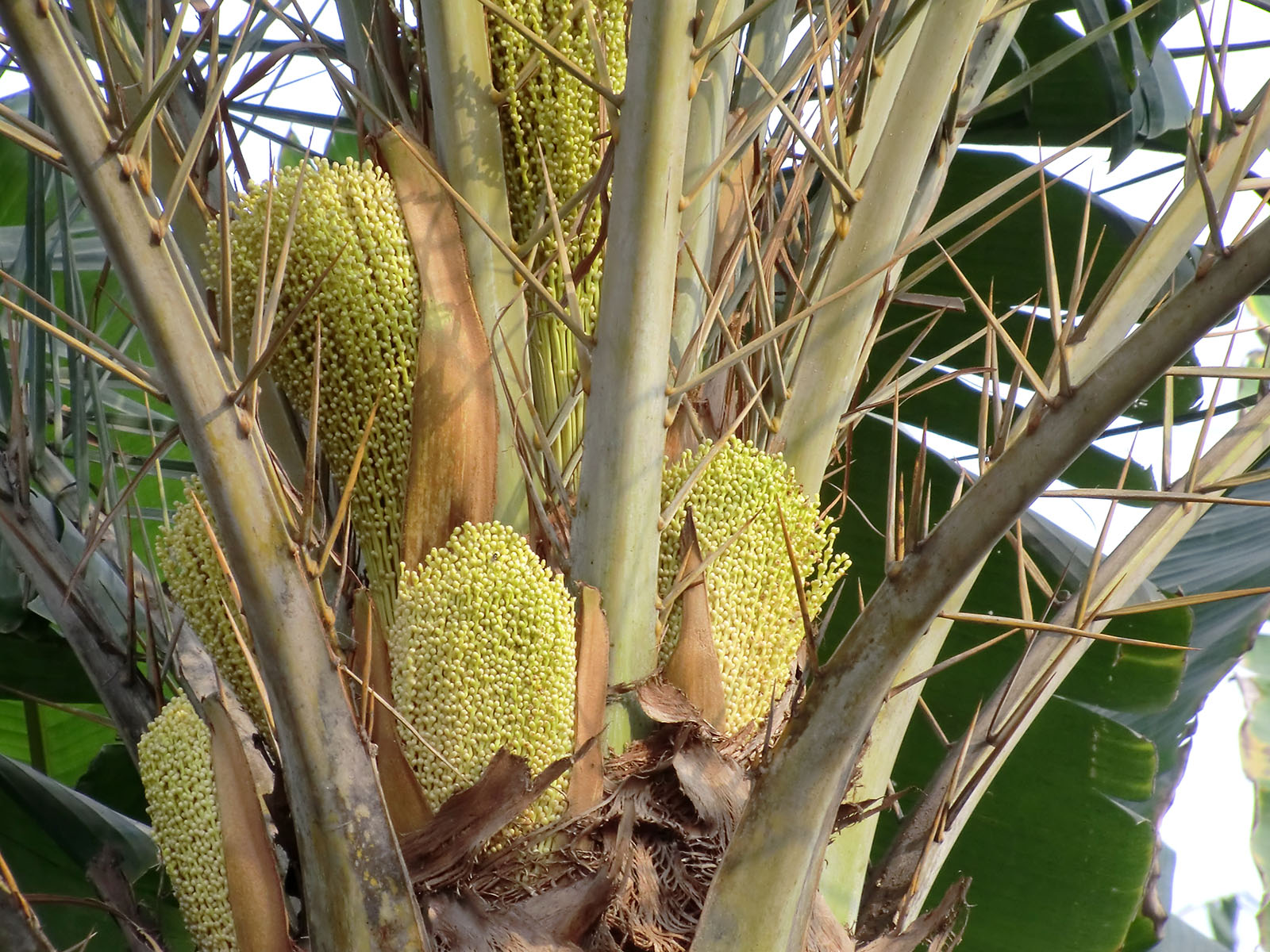
若い花序 ナツメヤシ
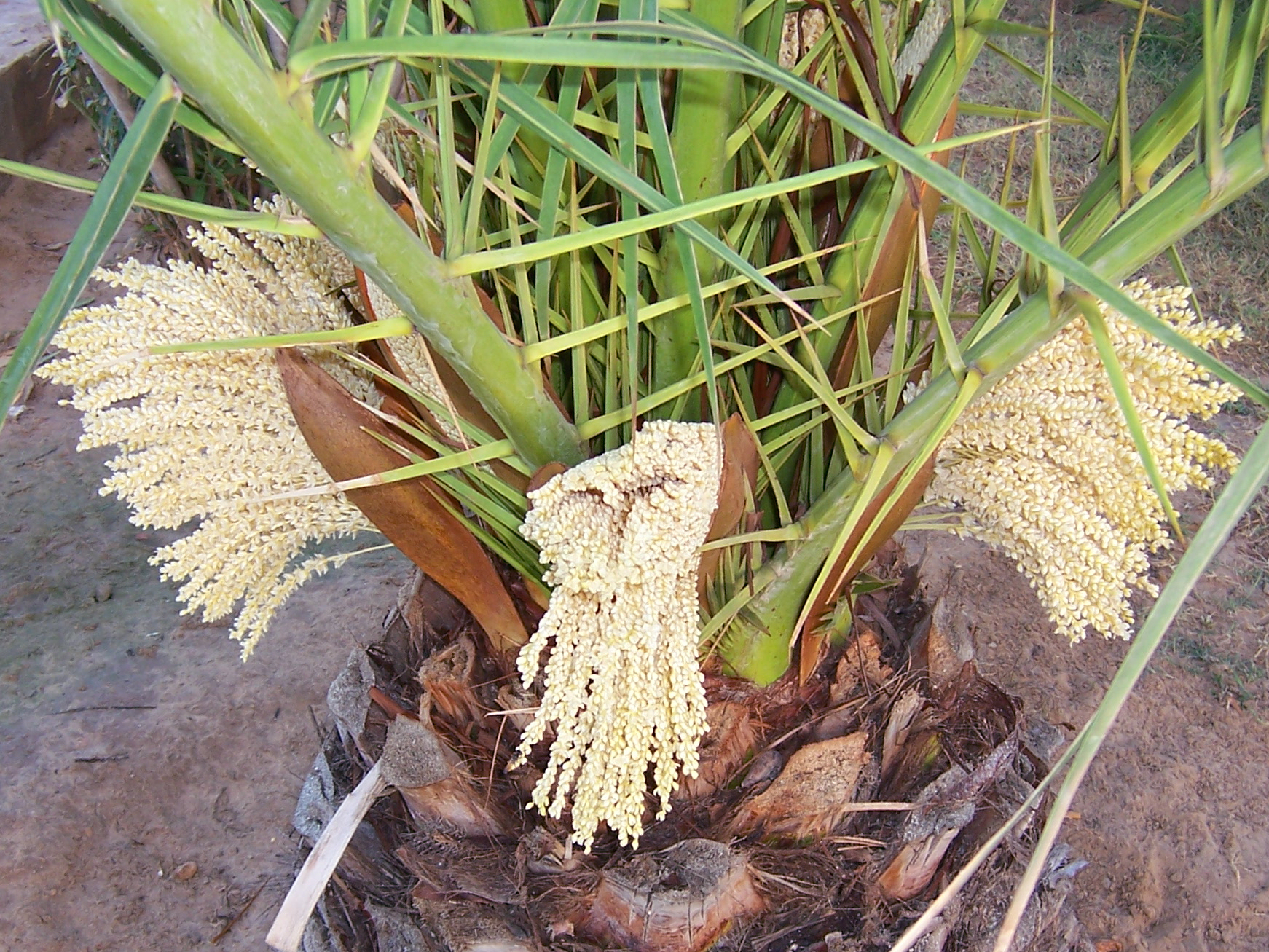
雄花序・開花中 以下同じ
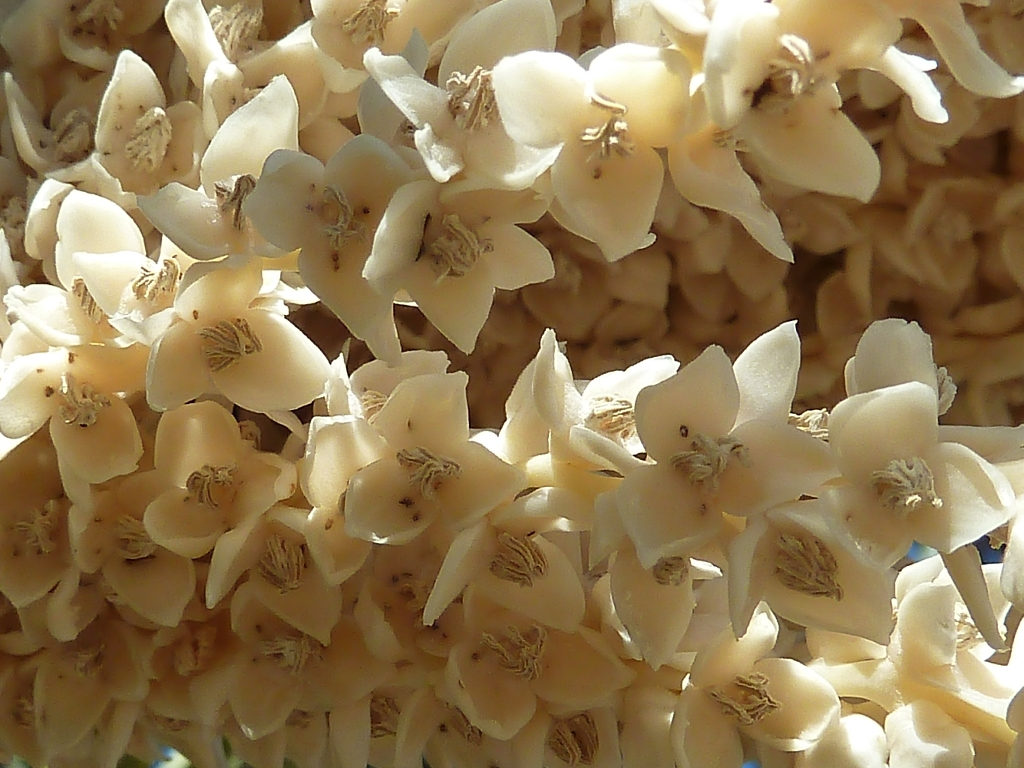
雄花
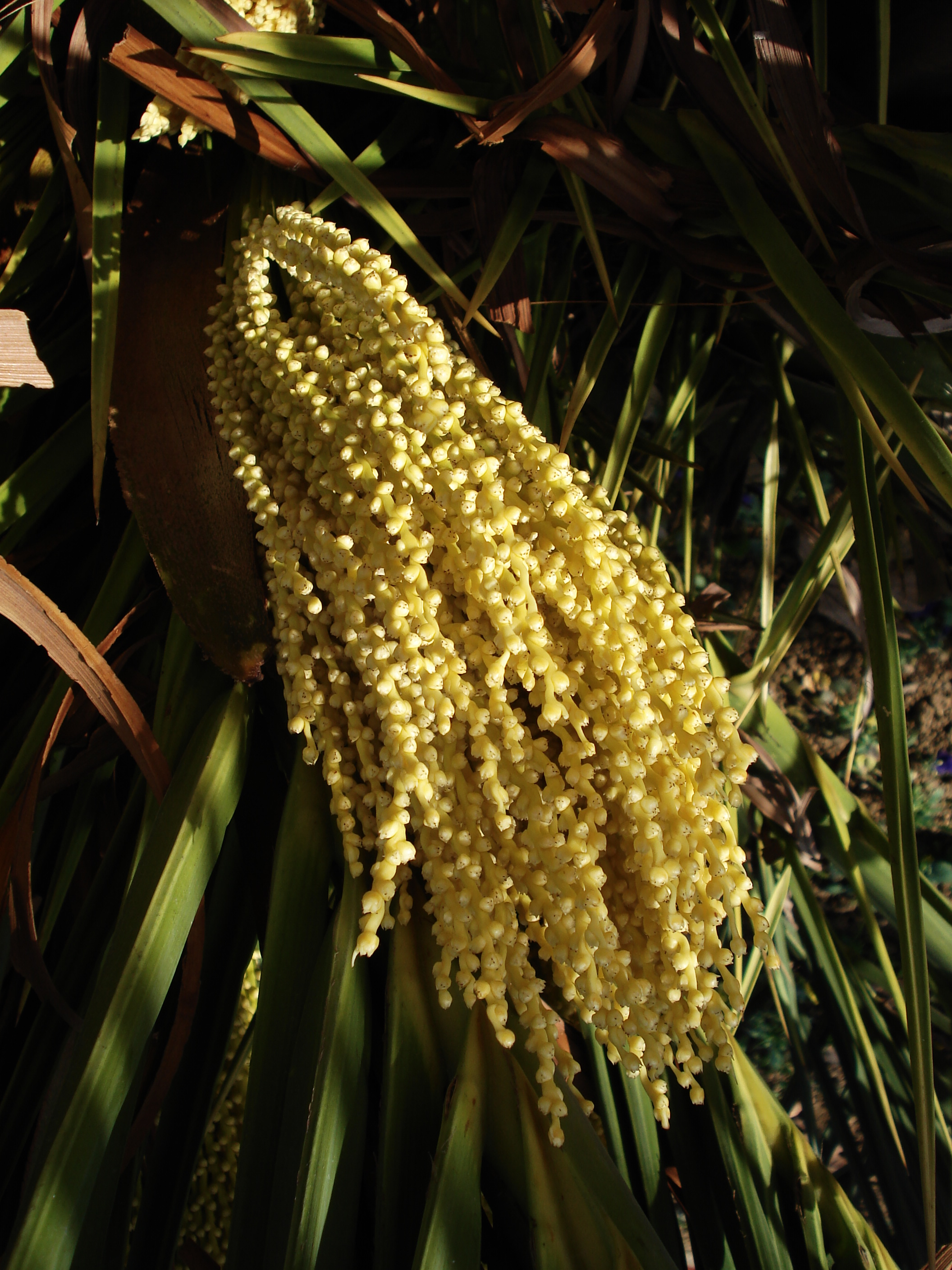
雌花序
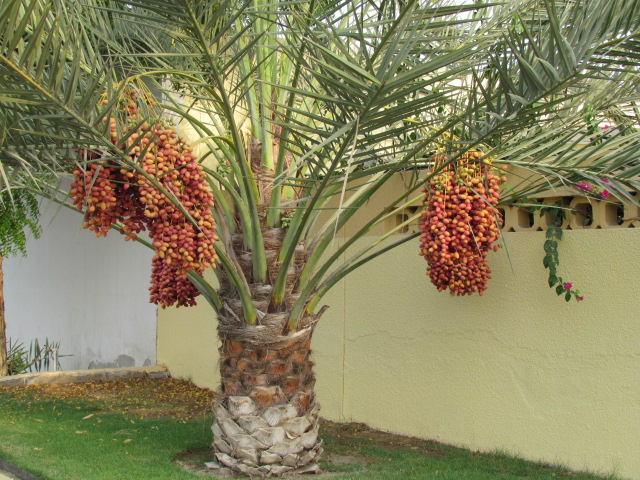
果実

学名はナツメヤシの古代ギリシャ語名に由来する。その語源は2説あり、1つは神話に出てくる不死鳥のフェニックスから来たもの、というもので、もう1つは古代のフェニキア人に由来し、ナツメヤシの果実の朱紫色がフェニキア人の用いた色であったことによると言う。
なお、園芸の分野などでは学名カナ読みのフェニックスもよく用いられる。

## 分布と生育環境
アジアからアフリカの熱帯から亜熱帯域に分布し、約17種が知られる。
ほとんどの種は乾燥地帯を生育地としているが、その中でも水が地表近くに出ている場所や、季節によっては川になるような場所、オアシスなど水条件のよいところに生える。

## 分類
コウリバヤシ亜科 Coryphideae に含まれるが、本属だけでナツメヤシ連 Phoeniceae を認める。本属の葉が単羽状複葉で小葉がV字になっていて先端が尖っていることなどはヤシ科では本属のみの特徴となっており、他に似たものがなく、これを見るだけで本属と判別できる。またホウキ状に分枝した花序が単一の苞に包まれているのも独特である。
名前の上で似ているものとしてはニセダイオウヤシ属 Pseudophoenix がある（学名は偽のPhoenix　の意）。葉柄は幅広く、表面に白くロウ質を帯び、羽状複葉ではあるが、小葉は2-6枚ずつ束になって生じ、この束が対生する。また小葉の断面は逆V字、つまり中央が山になった二つ折りとなっている。

## 下位分類
上記のように種数は多くないが、自然交雑による変異などもあり、同定が困難な例もある。種間交雑は非常に容易で、栽培下では例えばシンノウヤシとカナリーヤシのように大きさがひどく異なる種の間でも容易に交配が起き、栽培地では原種そのものは存在しないとの声すらあり、そのために学名などに混乱も多い。以下に代表的なものを挙げる。
- Phoenix：ナツメヤシ属
  - P. acaulis：チャボナツメヤシ
  - P. canariensis：カナリーヤシ
  - P. dactylifera：ナツメヤシ
  - P. humilis：ヒメナツメヤシ
  - P. lourerii：ソテツジュロ
  - P. paludosa：ウラジロナツメヤシ
  - P. pusilla：ヒメナツメヤシモドキ
  - P. reclinata：カブダチソテツジュロ
  - P. robsta：イヌナツメヤシ
  - P. roebelenii：シンノウヤシ
  - P. rupicola：イワソテツジュロ
  - P. sylvestris：サトウナツメヤシ
  - P. zeylanica：セイロンナツメヤシ

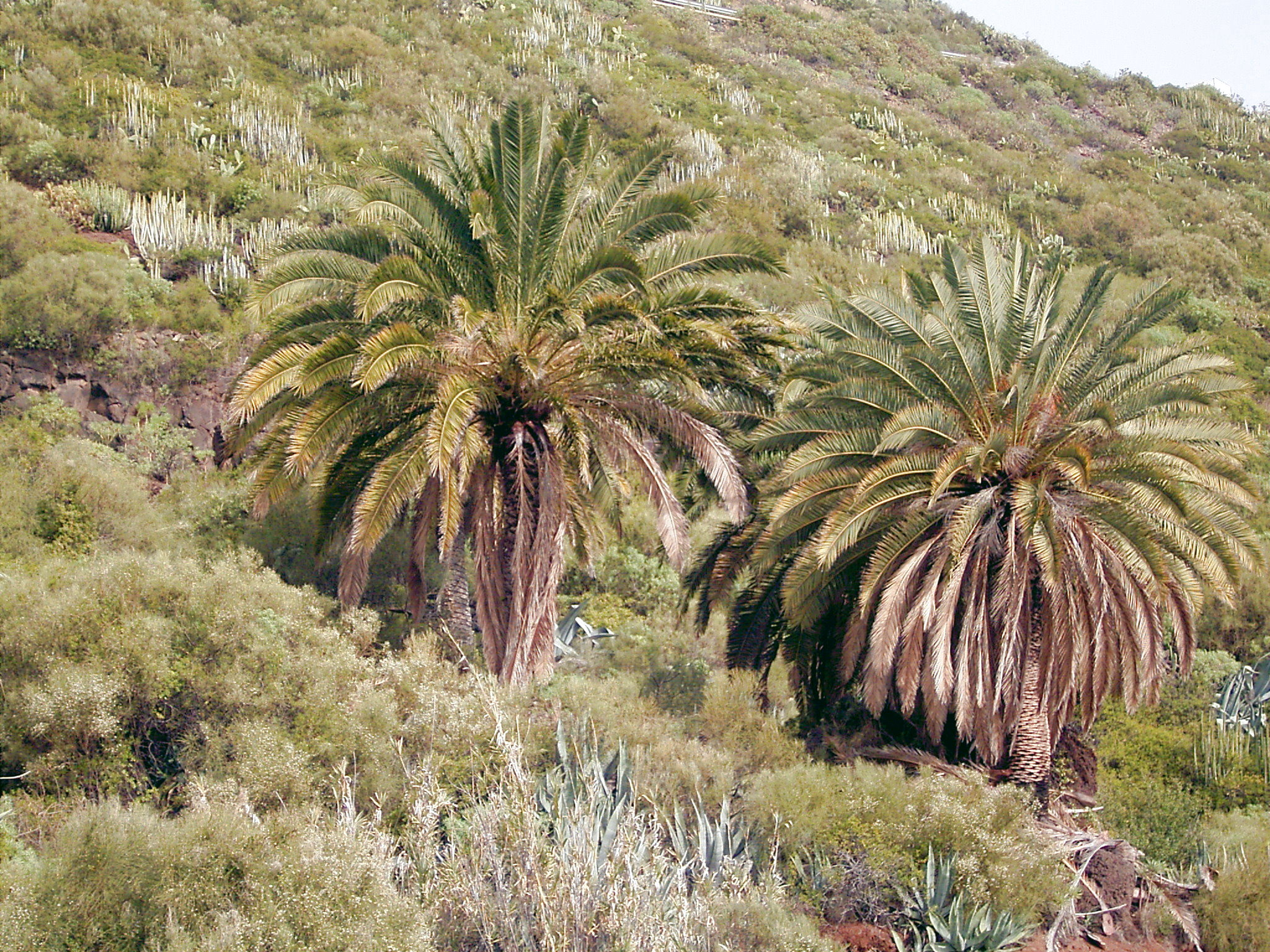
カナリーヤシ
シンノウヤシ
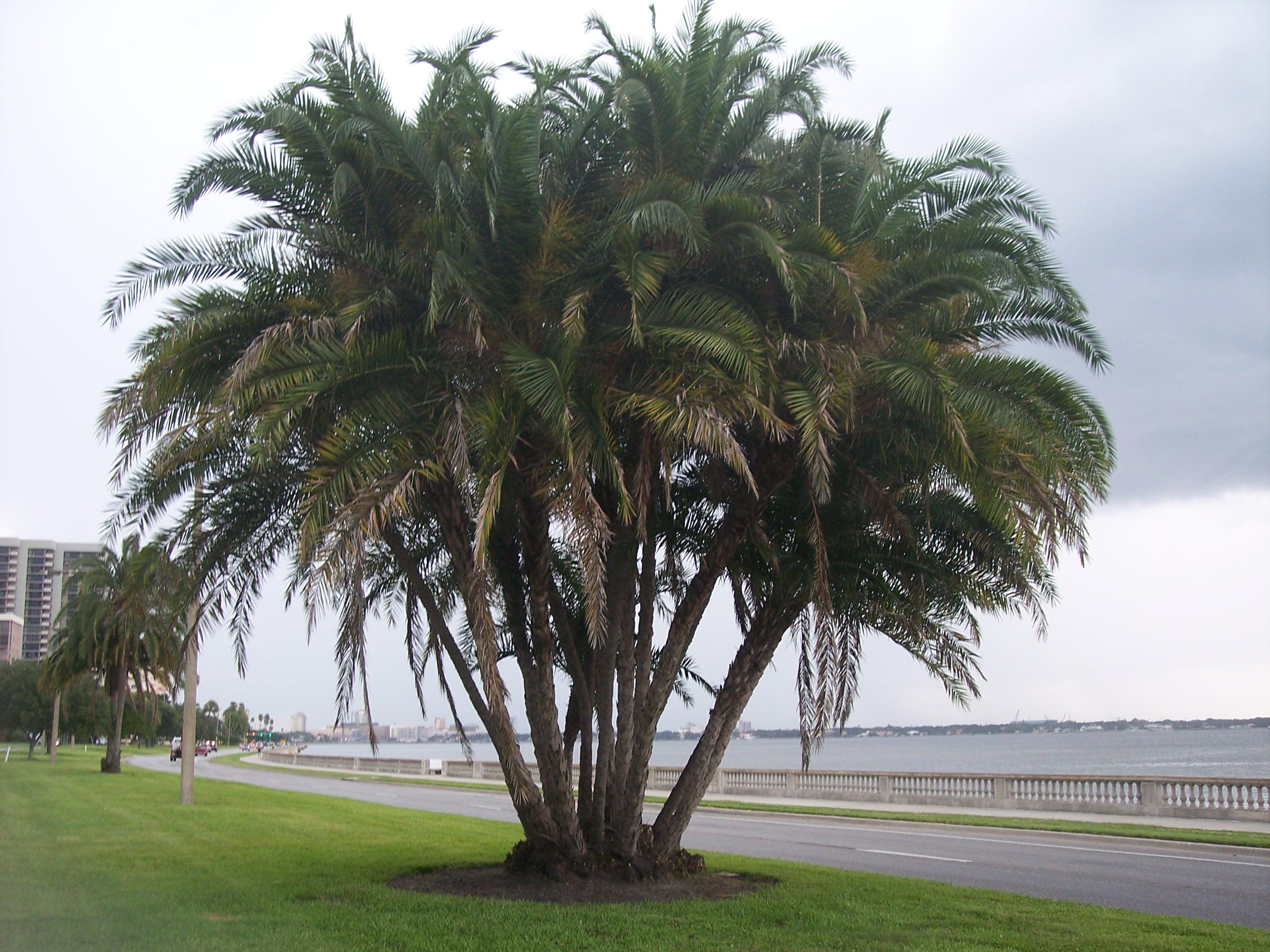
カブダチソテツジュロ
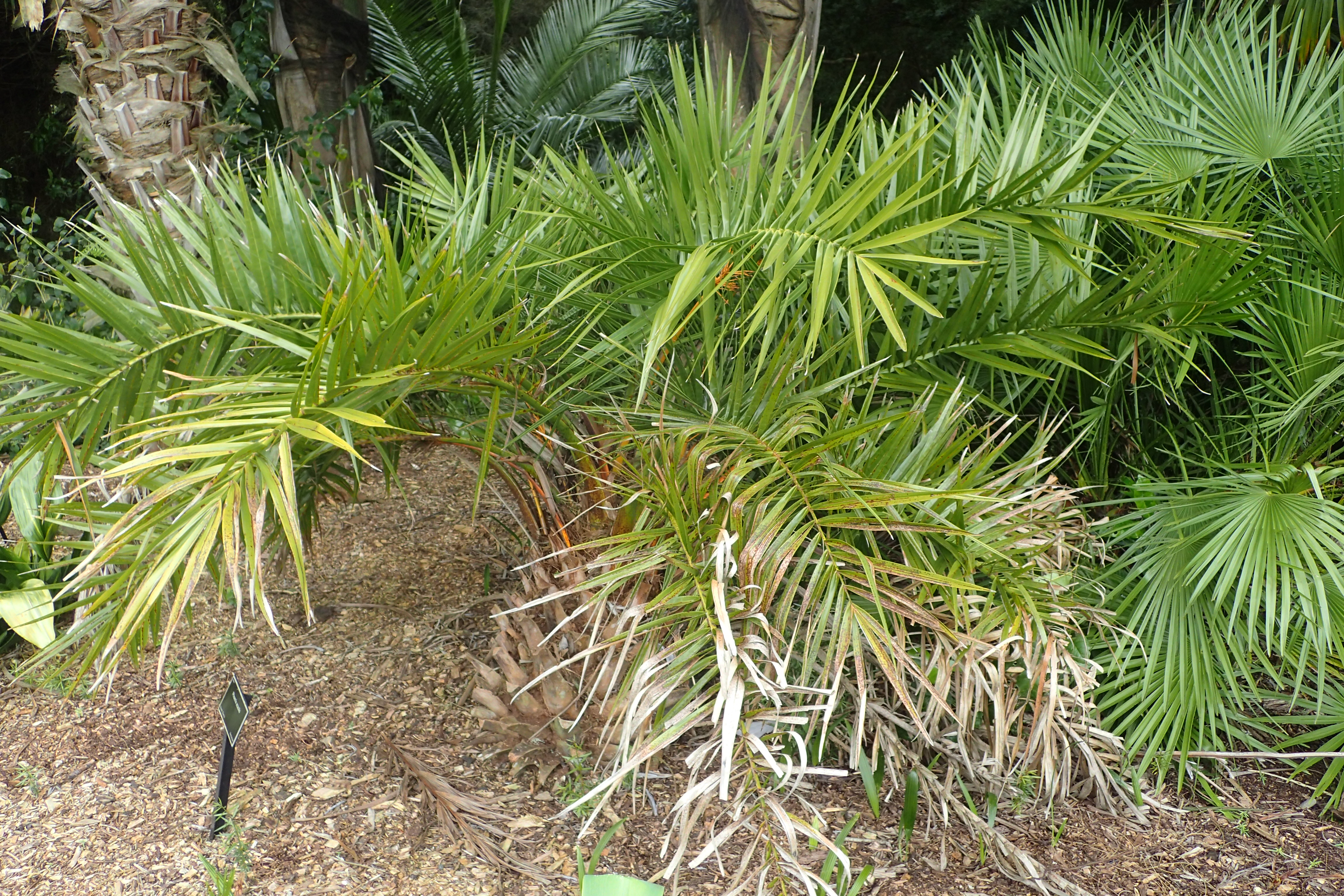
チャボナツメヤシ

## 利用
多くのヤシはその茎や葉を建材や屋根葺き材、敷物などに用いられ、その点では本属のものも同じである。しかし、この属にはそのほかに以下の例がある。

### 食用
ナツメヤシは果実が肉質で糖分が多く、そのまま食べられたりゼリーや乾燥果実として用いられ、さらにアラブでは主食とされてきた。現在では特に都会では主食の座にはないが、田舎や砂漠地帯では未だに極めて重要なもので、果実が主食の座にあることではポリネシアのパンノキと並ぶ。ヤシ類で主食になるものは本種が唯一のものと記したものもあるが、これは多分サゴヤシのことを忘れていると思われる。いずれにせよ、その重要性はココヤシ、アブラヤシと並ぶものとの評もある。サトウナツメヤシは樹液から砂糖が得られ、この2種は広く栽培され、古くからの交配品などもある。他にも食用となる種がある。
ちなみにこのようにナツメヤシは重要な食料であり、栽培の歴史も古い。それだけに伝承等にも頻繁に現れ、エジプトやユダヤ、古代キリスト教の伝承などに頻出するヤシの木やその葉はこの種であると考えられる。

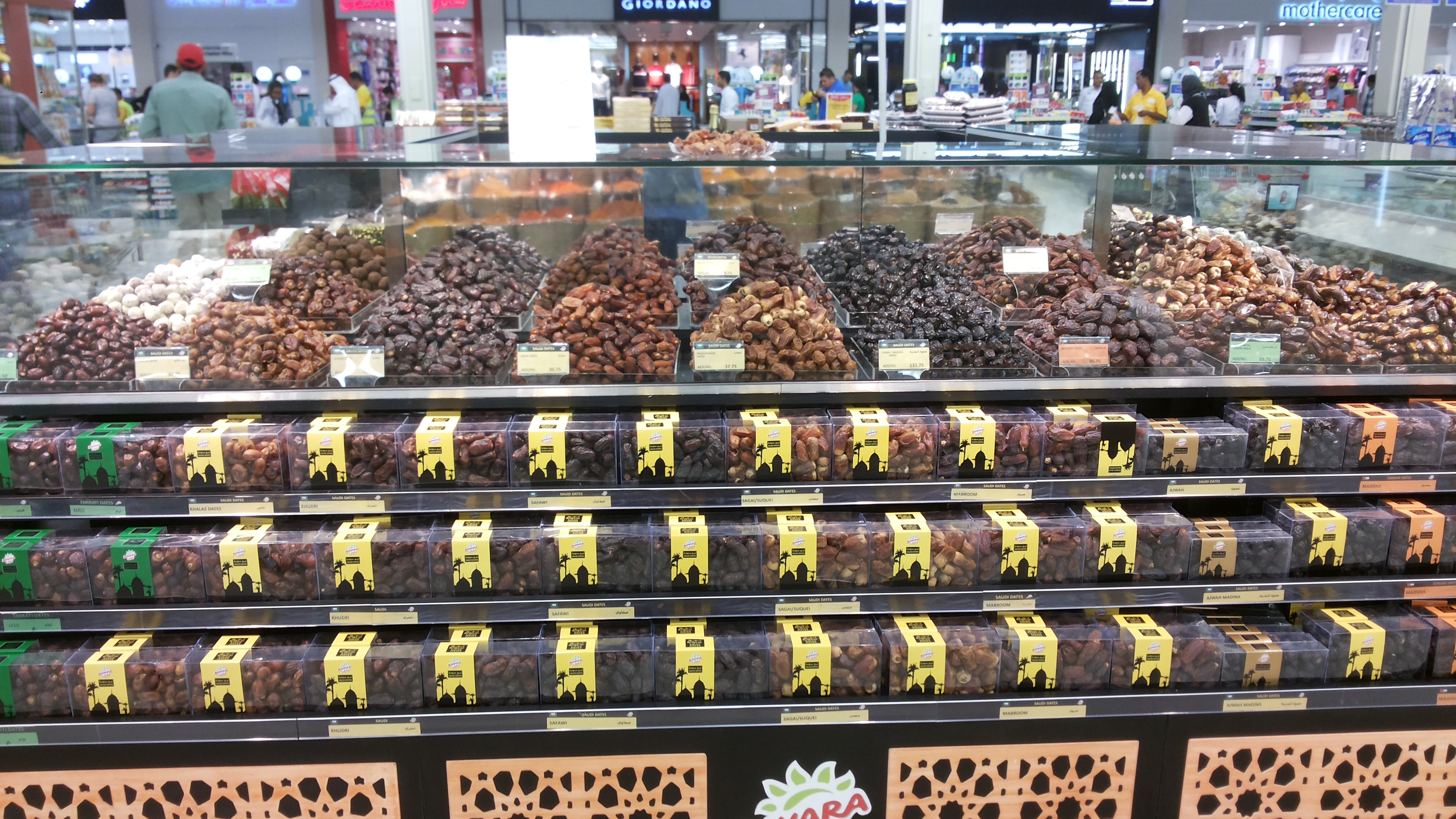
店頭に並ぶナツメヤシの果実（UAE)
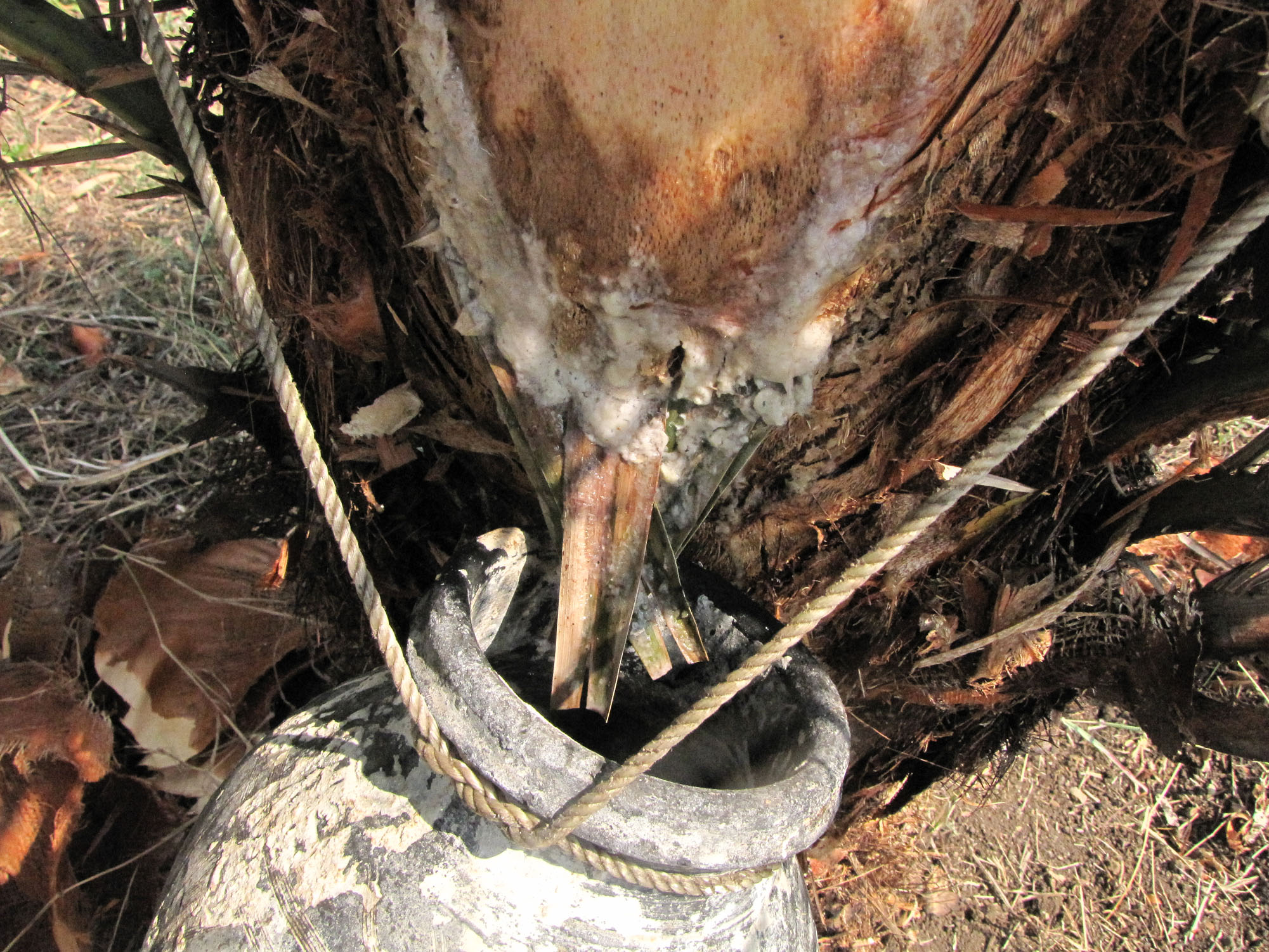
サトウナツメヤシの樹液を集める様子

## 観賞用

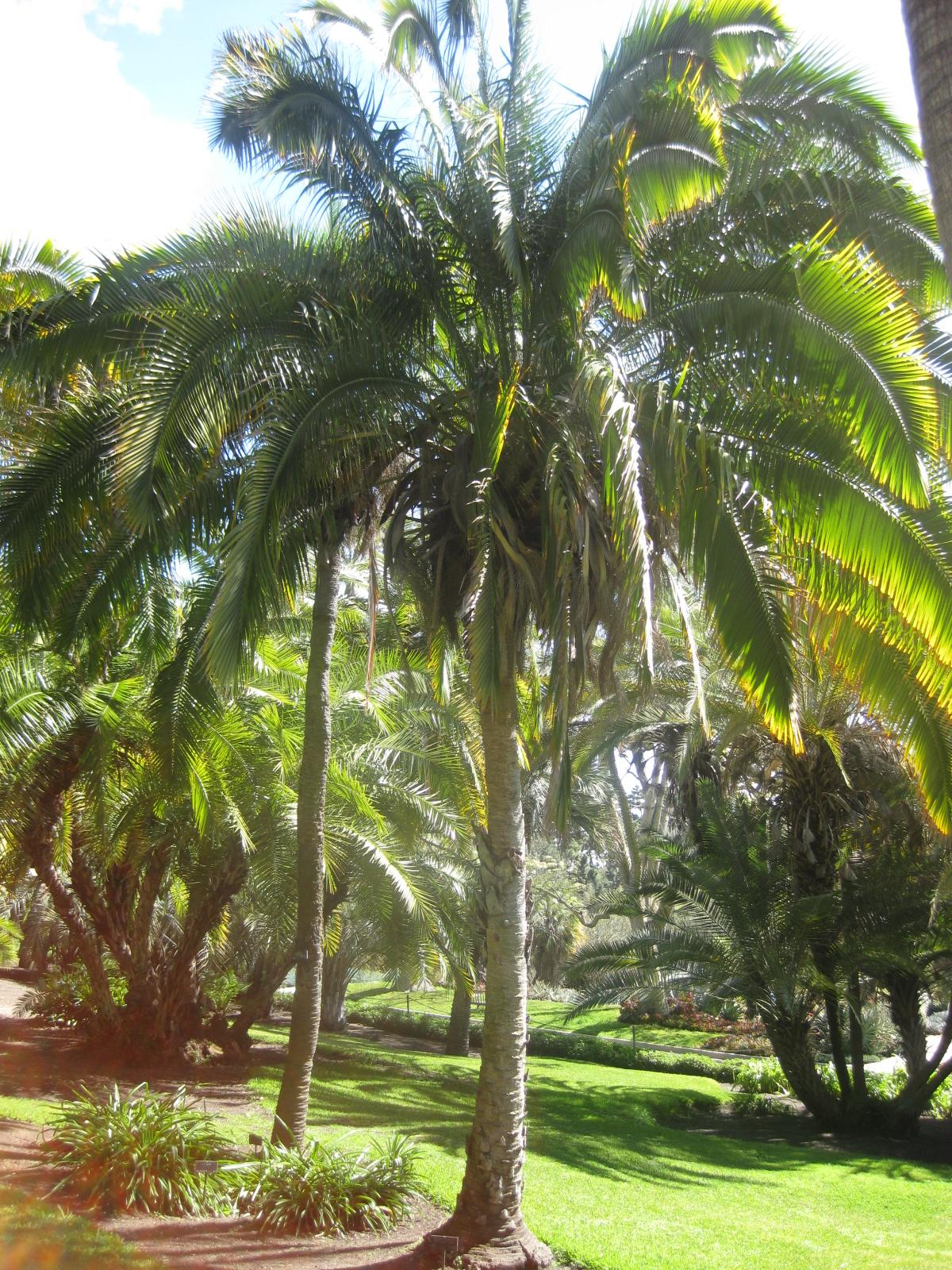
イワソテツジュロ

シンノウヤシはその姿が優美で鑑賞価値が高く、鉢物として栽培される他、切り花用としても栽培され、日本では八丈島で生産されている。カナリーヤシは耐寒性も高いので、街路樹などにも用いられている。耐寒性の関わりから日本で栽培されるのは主にこの2種であるが、他にも栽培される種は多い。なお、シンノウヤシは本属中でもっとも葉が細く、また柔らかいもので、鉢植えに向いているが、本属でもっとも優雅な姿となるのはイワソテツジュロで、幹が大きくなってその魅力を発揮するために庭植えに向く、とのこと。